# Johann Philipp Burggrav
Johann Philipp Burggrav, auch Johann Philipp Burggrave der Ältere, (* 19. Februar 1673 in Darmstadt; † im März 1746 in Frankfurt am Main) war ein deutscher Arzt.

## Leben
Burggrav war Sohn des Apothekers Philipp Peter Burggrav († 1678). Er studierte an den Universitäten von Gießen, Jena und Leiden insbesondere die Medizin. In Leiden wurde er mit der Dissertation De malo Sinensi aureo zum Dr. med. promoviert. Er wurde danach Arzt in seiner Heimatstadt. Zum 31. Dezember 1703 wurde durch Landgraf Ernst Ludwig von Hessen-Darmstadt zum ordentlichen Stadtphysicus ernannt.
Burggrav wandte sich 1706 nach Frankfurt am Main. Dort wurde er am 8. September 1706 als praktischer Arzt aufgenommen. Zugleich bekam er das Amt des kurmainzischen Landmedicus übertragen. Er war nicht nur im Bereich der Medizin gebildet, sondern besaß auch Kenntnisse der hebräischen Sprache, die ihn zur Erklärung der Heiligen Schrift befähigten. Er starb in Frankfurt am Main und wurde dort am 19. März 1746 beigesetzt.
Johann Philipp Burggrave, der Frankfurter Arzt und Hausarzt der Familie Goethe war sein Sohn.

## Werke (Auswahl)
- De malo Sinensi aureo. Leiden 1694.
- Libitina ovans fatis hygieae. Frankfurt am Main 1701.
- Jatrice ominum lethique curiosa. Frankfurt am Main 1706.
- De difficili pariter ac jucundo Medicinae studio. Frankfurt am Main 1710.